# 葉養正明
葉養 正明（はよう まさあき、1949年4月11日 - ）は、日本の教育行政学者。国立教育政策研究所名誉所員(2013年～)、東京学芸大学名誉教授、文教大学教育学部心理教育課程教授。 専門は、教育制度論、地域教育計画論、教育経営論。自治体の総合教育計画、小中学校配置計画づくりに携わる。

## 来歴
千葉県生まれ。千葉県立安房高等学校卒業、1972年東京教育大学教育学部卒、1974年同大学院修士課程修了、博士課程単位取得退学後、1977年同助手、筑波大学助手、1981年東京学芸大学講師、1983年助教授、1999年教授。2008年国立教育政策研究所教育政策・評価研究部部長、2013年埼玉学園大学教授、2014年文教大学教授、大学院研究科長。

## 著書
- 『地域教育計画』建帛社 1988
- 『小学校通学区域制度の研究 区割の構造と計画』多賀出版 1998
- 『米国の「学校の自律性」の研究』多賀出版 2001
- 『よみがえれ公立学校 地域の核としての新しい学校づくり』紫峰図書 2006
- 『人口減少社会の公立小中学校の設計 東日本大震災からの教育復興の技術』協同出版 2011

### 共編著
- 『現代教育の探求』伊津野朋弘共編著 協同出版 1989
- 『学校教育の経営と法規』高橋英臣共編著 紫峰図書 1992
- 『最新教育キーワード137』江川玟成,高橋勝,望月重信共編著 時事通信出版局 1995
- 『学校と地域のきずな 地域教育をひらく』編 教育出版 シリーズ子どもと教育の社会学 1999
- 『学校評議員ガイド』編著 ぎょうせい 2000
- 『高めたい地域・家庭と連携する力 開かれた学校づくりの推進』編 教育開発研究所 教職研修総合特集 学校管理職スキルアップ講座 2001
- 『合併自治体の教育デザイン 何から始め、どう取り組めばよいか』小川正人共編著 ぎょうせい 2003
- 『教職研修増刊 管理職のための"学校改革"プロジェクト』全6巻 編 教育開発研究所 2003-2004
- 『2学期制の工夫と効果的な運用』編著 ぎょうせい 2004
- 『学習指導要領の一部改正とこれからの学校教育』編 教育開発研究所 教職研修総合特集. 読本シリーズ 2004
- 『必携学校小六法 2005年度版』下村哲夫,杉原誠四郎監修 結城忠,若井彌一共編 協同出版 2004
- 『必携学校小六法 2006年度版』白石裕,杉原誠四郎,結城忠,若井彌一共編 協同出版 2005
- 『つくってみよう"学校マニフェスト" 運用法から評価まで』編 教育開発研究所 教職研修増刊 教育課題完全攻略シリーズ 取り組みながら学ぶための"実践マニュアル" 2006
- 『学校におけるプロジェクトマネジメント』編 教育開発研究所 教職研修総合特集. 読本シリーズ 2007
- 『必携学校小六法 2012年度版』河野和清,高見茂,結城忠,若井彌一共編 杉原誠四郎監修 協同出版 2011

### 翻訳
- D.ブリッジ, P.スメイヤー,R.スミス編著『エビデンスに基づく教育政策』柘植雅義,加治佐哲也共編訳 勁草書房 2013

## 論文
- Cinii